# Vila Velha
Vila Velha nagyváros Brazília délkeleti részén, Espírito Santo államban. Vila Velha Cariacica, Guarapari, Viana, Espírito Santo és Vitória községekkel határos. Lakosainak száma 472 762 fő (2015. július 1.).

## Kultúra
A város egyik büszkesége az 1558-as alapítású Penha-kolostor (Convento da Penha) egy meredek sziklán áll. A kolostor védőszentjének tiszteletére tartják minden évben Húsvétvasárnap után nyolc nappal a hagyományos Festa de Penha ünnepet, melynek csúcspontja a csak férfiak részvételével zajló, 12 km-es éjszakai zarándoklat a templomhoz.

## Népesség
| Lakosok száma | 345 965 | 398 068 | 414 586 | 472 762 | 501 325 | 467 722 |
|               | 2000    | 2007    | 2010    | 2015    | 2020    | 2022    |